# Tofik Bakhramov
Tofik Bakhramovitch Bakhramov (en turc Tofiq Bəhram oğlu Bəhramov, en russe Тофик Бахрамов), né le 29 janvier 1925 et mort le 26 mars  1993, est un arbitre soviétique (azeri) de football. Il est principalement connu pour avoir, comme arbitre de touche lors de la finale de la coupe du monde 1966, permis la validation du but controversé lors de la prolongation, offrant la victoire aux Anglais. Le principal stade d'Azerbaïdjan porte aujourd'hui son nom : le stade Tofiq-Béhramov, à Bakou.

## Biographie
Il nait à Aghjabadi, alors en République socialiste fédérative soviétique de Transcaucasie (aujourd'hui en Azerbaïdjan). Il combat sur le front russe pendant la Seconde Guerre mondiale. Après guerre, il joue au FK Neftchi Bakou, le principal club d'Azerbaïdjan qui évolua en Première division d'URSS, avant qu'une blessure ne mette fin sa carrière. Il devient alors arbitre, arbitrant des matchs importants en Union soviétique, puis arbitre international FIFA, principalement grâce au complexe équilibre diplomatique au sein de la fédération internationale. Il arbitrera ainsi une demi-finale de coupe d'Europe entre Manchester United et le Real Madrid en 1968 et Pérou-Maroc lors de la coupe du monde de 1970 au Mexique. 
Il deviendra internationalement connu lors de la finale de la coupe du monde 1966 opposant l'Angleterre à l'Allemagne au stade de Wembley et où il est l'un des deux juges de touche. Alors que les deux équipes sont à égalité 2-2 et que l'on joue la prolongation, l'attaquant anglais Geoffrey Hurst, à la 100e minute,  frappe le ballon qui vient heurter le dessous de la barre transversale de la cage allemande puis retombe sur ou derrière la ligne, ressort du but et est renvoyée en corner par un défenseur allemand.
L'arbitre suisse Gottfried Dienst hésite et va questionner son juge de touche, Tofik Bakhramov, qui lui indique que la balle a bien franchi la ligne et donc que le but est valable, une décision toujours discutée aujourd'hui. Ce but permit aux Anglais de gagner la coupe du monde même s'ils marqueront un 4e but à l'ultime minute de la prolongation mais alors que toute la défense allemande était montée dans la surface adverse. 
En 1991, avec l'effondrement de l'URSS, l'Azerbaïdjan devient indépendante. Tofik Bakhramov deviendra très brièvement secrétaire général de la toute nouvelle Fédération de football d'Azerbaïdjan. Il meurt 2 ans plus tard, en 1993 à Bakou à l'âge de 67 ans. 

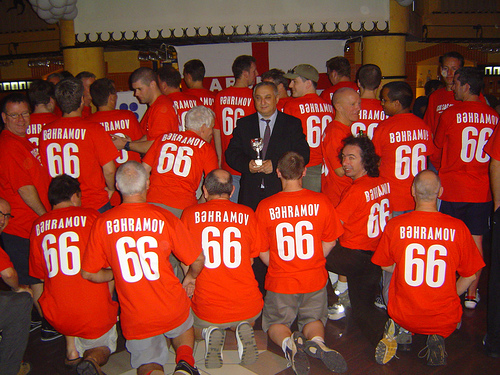
Supporters de l'équipe d'Angleterre de football entourant le fils de Tofik Bakhramov avant un match Azerbaïdjan - Angleterre à Bakou en octobre 2004

Avec l'indépendance, la jeune nation se cherche des héros locaux. Tofik Bakhramov en deviendra un. Le principal stade de la ville portera son nom, le stade Tofik Bakhramov (qui s'appelait avant le stade Lénine et qui est le seul grand stade à porter le nom d'un arbitre). En octobre 2004, avant un match qualificatif à Bakou pour la coupe du monde 2006, opposant l'Angleterre et l'Azerbaïdjan, une statue de Tofik Bakhramov fut inaugurée en présence de Sepp Blatter, le président de la FIFA, de Geoffrey Hurst et de Hans Tilkowski, le buteur anglais et le gardien allemand de cette finale de 1966. 
L'arbitre soviétique est aussi devenu une icône des supporters anglais, connu en Angleterre sous le surnom du Russian Linesman (« le juge de ligne russe »). Ainsi lors du déplacement pour ce match entre l'Azerbaïdjan et l'Angleterre, des supporters iront rencontrer le fils de Tofik Bakhramov tandis que d'autres déposeront une gerbe sur sa tombe.

## Carrière
Il a officié dans des compétitions majeures : 
- Coupe du monde de football de 1966 (1 match)
- Coupe du monde de football de 1970 (1 match)
- Coupe UEFA 1971-1972 (finale aller)
- Coupe intercontinentale 1972 (match aller)

## Héritage

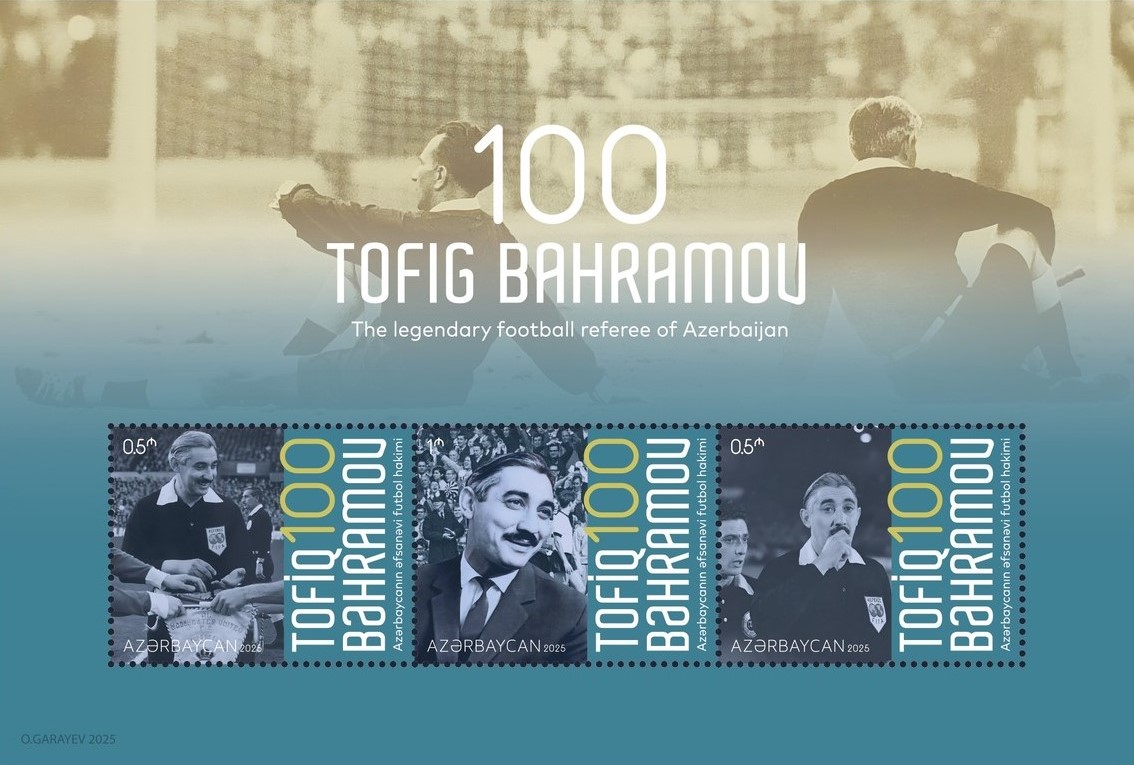
Timbres-poste émis en l'honneur du 100e anniversaire de Tofik Bakhramov

Le 29 janvier 2025, des timbres-poste ont été émis à l'initiative de l'AFFA pour marquer le 100e anniversaire de Tofik Bakhramov. Ce nouveau produit philatélique, préparé par "Azərpoçt" LLC, se présente sous forme d'un bloc de trois timbres. Ces timbres présentent un portrait de Bakhramov ainsi que des photographies de sa carrière d'arbitre,.